# کیم (بازیکن فوتبال)
کارلوس انریکه دیاس (به پرتغالی: Carlos Henrique Dias) معروف به کیم (Kim) بازیکن فوتبال در پست مهاجم اهل برزیل است که در شهر Juiz de Fora، میناس گرایس و در تاریخ ۲۲ ژوئن ۱۹۸۰ به دنیا آمده‌است.

## باشگاهی
کیم در تیم‌های فوتبال اتلتیکو مینیرو، باشگاه فوتبال الاهلی عربستان سعودی، باشگاه فوتبال نانسی، باشگاه فوتبال العربی قطر و واسکو دوگاما سابقهٔ حضور دارد.